# École Nationale Supérieure des Ingénieurs en Arts Chimiques et Technologiques
Fundada em 1906, a École nationale supérieure des ingénieurs en arts chimiques et technologiques (ou ENSIACET ou A7) é uma escola de engenharia, instituição de ensino superior público localizada na cidade do Toulouse, França.
A ENSIACET está entre as mais prestigiadas grandes écoles de 
Engenharia da França, assim como todas as escolas do grupo Toulouse Tech. 
Campus da ENSIACET situa-se no pólo universitário da Université Fédérale Toulouse Midi-Pyrénées.

## ENSIACET Estudos: formação de engenheiro, mestres e doutores
A ENSIACET diploma engenheiros químicos ao final de três anos de estudo.
Para ser adtimido em uma grande école o aluno deve ser aprovado em um vestibular 
após ter cursado dois anos de Classe Préparatoire. 

## Laboratórios e centros de investigação
- Engenharia de materiais
- Química agro-industrial
- Química de coordenação
- Engenharia química